# 선통제의 섭정
이 문서는 청나라 공종 선통제의 섭정에 대해서 서술한다.

## 청 공종 선통제 푸이의 섭정

### 청 공종 선통제 푸이의 4년 치세와 신해혁명에 의한 청나라 멸망으로 인한 황위 축출
청 공종 선통제의 섭정은 중국 청나라 제12대 황제이자 최후 황제인 선통제가 1908년 11월 14일을 기하여 향년 37세로 붕어한 이복 백부 청 덕종 광서제(淸 德宗 光緖帝)의 뒤를 이어 2세의 나이로 보위에 등극한 이후 쑨 원과 위안 스카이 등이 주도한 신해혁명에 휘말리면서 1912년 2월 12일을 기하여 청 제국이 와해되어, 보위에서 축출될 때까지 선통제의 섭정을 거쳐간 자들을 통틀어 이르는 명칭이다.
참고로 선통제는 1912년 2월 12일을 기하여 청 제국 군주 보위에서 축출 퇴위된 이후 1912년 2월 12일부터 1924년 11월 5일까지 청나라 소조정의 수장으로 상징적 보위를 재위하였다.

### 역대 청 공종 선통제 섭정
- 효정경황태후(孝定景皇太后) - 재임기간: 1908년 11월 14일 ~ 1908년 12월 9일
- 순친왕 짜이펑(醇親王 載灃) - 재임기간: 1908년 12월 9일 ~ 1912년 2월 12일

## 같이 보기
- 함풍제의 섭정
- 동치제의 섭정
- 광서제의 섭정
- 청나라 소조정의 섭정